# Funktional
Als Funktional bezeichnet man in der Mathematik in der Regel eine Funktion, deren Definitionsmenge als Teilmenge in einem Vektorraum enthalten ist, während ihre Zielmenge in dem zugehörigen Skalarkörper liegt.
Der Funktionalbegriff ist eng verbunden mit dem mathematischen Teilgebiet der Funktionalanalysis, welches aus dem Studium solcher Funktionale hervorgegangen ist. Hier ist der untersuchte Vektorraum zumeist ein Funktionenraum, also ein Vektorraum, dessen Elemente reell- oder komplexwertige Funktionen sind, wobei diesen durch Funktionale Skalare zugeordnet werden. Vito Volterra schlug 1887 zum ersten Mal vor, beispielsweise die Bogenlänge als eine Funktion der Kurve aufzufassen, er sprach in diesem Zusammenhang von Funktionen, die „von anderen Funktionen abhängen“. Der Begriff des Funktionals selbst wird zuerst 1903 von Jacques Hadamard genutzt. Als bedeutendes Beispiel eines Funktionals kann das Lebesgue-Integral gelten. 
Dieser Artikel behandelt die (am meisten untersuchten) Fälle, in denen als Skalarkörper {\displaystyle \mathbb {K} } der Körper der reellen Zahlen {\displaystyle \mathbb {R} } oder der Körper der komplexen Zahlen {\displaystyle \mathbb {C} } zugrunde liegt und die Definitionsmenge des jeweiligen Funktionals mit dem Vektorraum {\displaystyle V} zusammenfällt. Als grundlegende Unterscheidung ist dabei sinnvoll, lineare und nichtlineare Funktionale gesondert zu betrachten, da diese beiden Arten von Funktionalen auf sehr unterschiedliche Weise in der Mathematik behandelt werden.

## Definition
Sei {\displaystyle V} ein {\displaystyle \mathbb {K} }-Vektorraum mit {\displaystyle \mathbb {K} \in \{\mathbb {R} ,\mathbb {C} \}}. Ein Funktional {\displaystyle T} ist eine Abbildung {\displaystyle T\colon V\to \mathbb {K} }.

## Beispiele
Ein lineares Funktional auf dem Vektorraum {\displaystyle {\mathcal {F}}(\mathbb {R} ,\mathbb {K} )} der Funktionen auf der reellen Achse ist das Auswertungsfunktional an der Stelle Null
{\displaystyle \delta \colon {\mathcal {F}}(\mathbb {R} ,\mathbb {K} )\to \mathbb {K} ,\quad f\mapsto \delta [f]=f(0).}
Dieses Funktional heißt Delta-Distribution oder Dirac-Delta.
Ein nichtlineares Funktional auf dem Vektorraum der Kurven im Raum, speziell hier stetig differenzierbare Funktionen von {\displaystyle \left[0,1\right]} nach {\displaystyle \mathbb {R} ^{3}}, ist das Bogenlängenfunktional
{\displaystyle L\colon {\mathcal {C}}^{1}\left(\left[0,1\right],\mathbb {R} ^{3}\right)\to \mathbb {R} ,\quad c\mapsto L[c]=\int _{0}^{1}\left\Vert {\dot {c}}(t)\right\Vert \ \mathrm {d} t.}

## Lineare Funktionale
In den meisten Bereichen der Funktionalanalysis, etwa in der Theorie der topologischen Vektorräume, wird der Begriff Funktional (ohne weiteren Zusatz) als Synonym für lineare Funktionale benutzt. Ein solches Funktional ist also definitionsgemäß eine Linearform, also eine lineare Abbildung des Vektorraumes {\displaystyle V} in seinen Skalarkörper {\displaystyle \mathbb {K} }. Die Menge all dieser Funktionale ist wiederum in natürlicher Form ein Vektorraum über dem gleichen Körper {\displaystyle \mathbb {K} }, indem man für zwei Funktionale {\displaystyle f} und {\displaystyle g} über {\displaystyle V} die Addition und Skalarmultiplikation punktweise definiert, d. h.
{\displaystyle (f+g)(x):=f(x)+g(x)\quad (\lambda f)(x):=\lambda (f(x)),x\in V.}
Der Vektorraum der linearen Funktionale auf dem Vektorraum {\displaystyle V} wird der algebraische Dualraum genannt und oft mit {\displaystyle V^{*}} bezeichnet.

### Beispiele von Dualräumen
Für den Vektorraum {\displaystyle V=\mathbb {R} ^{n}} ist der Dualraum kanonisch isomorph zum Vektorraum selbst, d. h. {\displaystyle V\cong V^{*}}. Der kanonische Isomorphismus {\displaystyle I\colon \mathbb {R} ^{n}\rightarrow (\mathbb {R} ^{n})^{*}} wird dabei über das Standardskalarprodukt vermittelt:
{\displaystyle (I(x))(y):=\langle x,y\rangle =\sum _{i=1}^{n}x_{i}\cdot y_{i}.}
Für den Vektorraum {\displaystyle V=\mathbb {C} ^{n}} gilt ähnliches wie im ersten Fall, allerdings ist die kanonische Abbildung {\displaystyle I\colon \mathbb {C} ^{n}\rightarrow (\mathbb {C} ^{n})^{*}} in diesem Fall semilinear:
{\displaystyle (I(x))(y):=\langle x,y\rangle =\sum _{i=1}^{n}{\overline {x_{i}}}\cdot y_{i}.}
Der Dualraum ist in diesem Fall also gleich groß, hat aber bezüglich der kanonischen Abbildung eine andere Skalarmultiplikation. Im Sinne der linearen Algebra sagt man auch: Der Dualraum ist kanonisch isomorph zum komplex konjugierten Vektorraum.
Für allgemeine endlichdimensionale Vektorräume kann man durch die Wahl einer Basis und Anwendung der beiden ersten Fälle zeigen, dass der Dualraum immer die gleiche Dimension wie der Ursprungsraum hat. Die Abbildungen zwischen dem Vektorraum und dem Dualraum sind dann aber im Allgemeinen nicht kanonisch.
Für unendlichdimensionale Vektorräume ist der Fall wesentlich komplizierter. In einigen wichtigen Fällen, z. B. für Hilberträume, ist der Vektorraum zwar ein kanonischer Unterraum, im Allgemeinen gilt dies allerdings nicht. Der algebraische Dualraum eines unendlichdimensionalen Vektorraums hat zudem immer größere Dimension (im Sinne der Kardinalität einer algebraischen Basis) als der Ursprungsraum.

### Stetige lineare Funktionale
Wie gerade gesehen, ist der algebraische Dualraum eines unendlichdimensionalen Vektorraums immer größer oder gleich dem ursprünglichen Vektorraum. Das Ziel der Funktionalanalysis ist es nicht zuletzt, die Methoden der mehrdimensionalen Analysis auf unendlichdimensionale Räume auszudehnen und dabei insbesondere Konzepte wie Konvergenz, Stetigkeit und Differenzierbarkeit zu untersuchen. Daher werden a priori nur Vektorräume betrachtet, die zumindest eine topologische Struktur tragen, also die topologischen Vektorräume. Zu ihnen zählen unter anderem alle normierten Vektorräume und insbesondere die Banach- und Hilberträume.
In einem topologischen Vektorraum sind im Allgemeinen nicht alle linearen Funktionale stetig. Die stetigen linearen Funktionale innerhalb des algebraischen Dualraums, also die auf {\displaystyle V} gegebenen stetigen Linearformen, bilden einen linearen Unterraum von {\displaystyle V^{*}}. Dies ist der topologische Dualraum von {\displaystyle V}, der in der Funktionalanalysis einer der Hauptgegenstände ist. Er wird meist mit der Bezeichnung {\displaystyle V'} gekennzeichnet, von einigen Autoren jedoch auch mit derselben Bezeichnung wie der algebraische Dualraum, also ebenfalls mit {\displaystyle V^{*}}.

#### Beispiele topologischer Dualräume
Für endlichdimensionale Vektorräume gibt es eine natürliche Topologie (Normtopologie), die aus der euklidischen Norm hervorgeht (genauer gesagt: aus einer beliebigen euklidischen Norm, wenn man eine Basis wählt). Dies ist gerade die Topologie, die der normalen Standard-Analysis zugrunde liegt, und in dieser ist jedes lineare Funktional stetig. Das heißt, der algebraische Dualraum ist gleich dem topologischen Dualraum.
Im unendlichdimensionalen Fall ist der topologische Dualraum (fast) immer ein echter Teilraum des algebraischen Dualraumes.
In normierten Vektorräumen ist ein Funktional {\displaystyle f} genau dann stetig, wenn es beschränkt ist, das heißt
{\displaystyle \sup _{\|x\|\leq 1}|f(x)|<\infty .}
Der topologische Dualraum ist dann automatisch ein Banachraum mit der oben angegebenen Supremumsnorm.
In Hilberträumen ist der topologische Dualraum kanonisch mit dem Ursprungsraum identifizierbar (Darstellungssatz von Fréchet-Riesz). Die Identifikation erfolgt wie im endlichdimensionalen Fall über das Skalarprodukt:
{\displaystyle (I(y)):=\langle \cdot ,y\rangle .}
Der topologische Dualraum des Raumes der unendlich oft stetig differenzierbaren Funktionen mit kompaktem Träger auf der reellen Achse (die so genannten Testfunktionen) mit einer bestimmten (hier nicht näher erklärten) Topologie wird als Raum der Distributionen bezeichnet. In diesem Raum liegt auch das weiter oben genannte Beispiel des Dirac-Delta-Funktionals.

## Nichtlineare Funktionale
Nichtlineare Funktionale traten historisch erstmals in der Variationsrechnung auf. Ihr Studium unterscheidet sich grundlegend von dem der oben beschriebenen linearen Funktionale. In der Variationsrechnung setzt man es sich beispielsweise zum Ziel, die Extremalpunkte solcher Funktionalpunkte zu bestimmen. Zu diesem Zweck benötigt man eine Verallgemeinerung des Ableitungsbegriffs der mehrdimensionalen Analysis, d. h. eine Definition des Differentials des Funktionals. In der Variationsrechnung und in den Anwendungen ist dieses Differential unter dem Namen Variationsableitung bekannt, mathematisch präzisiert wird der Begriff z. B. durch die Fréchet-Ableitung und die Gateaux-Ableitung.

### Beispiele von nichtlinearen Funktionalen
Große Bedeutung in der Anwendung, insbesondere in der klassischen Mechanik haben nichtlineare Funktionale auf Kurvenräumen, wie in dem Beispiel des Bogenlängenfunktionals weiter oben. Man kann dieses Beispiel leicht verallgemeinern.
Wir betrachten wiederum einen Kurvenraum und zusätzlich eine stetig differenzierbare Funktion {\displaystyle F\colon \mathbb {R} ^{3}\to \mathbb {R} }. Damit definieren wir:
{\displaystyle L\colon {\mathcal {C}}([0,1],\mathbb {R} ^{3})\to \mathbb {R} \quad c\mapsto L[c]=\int _{0}^{1}F(c(t))\mathrm {d} t.}
Man sagt, das Funktional {\displaystyle L} habe einen stationären Punkt bei einer Kurve {\displaystyle c}, wenn das Differential
{\displaystyle {\mathcal {D}}L_{c}(h):={\frac {\mathrm {d} }{\mathrm {d} s}}(F(c+sh))}
für alle Variationen {\displaystyle h}, das sind Kurven mit Anfangs- und Endpunkt in der Null, verschwindet. Dies ist hier genau dann der Fall, wenn das (gewöhnliche) Differential von {\displaystyle F} auf der ganzen Kurve {\displaystyle c} verschwindet:
{\displaystyle DF(c(t))=0.}
Betrachtet man einen Kurvenraum und zweifach stetige Funktionen mit zwei Argumenten {\displaystyle F\colon \mathbb {R} ^{3}\times \mathbb {R} ^{3}\to \mathbb {R} }, so erhält man analog:
{\displaystyle L\colon {\mathcal {C}}^{1}([0,1],\mathbb {R} ^{3})\to \mathbb {R} \quad c\mapsto L[c]=\int _{0}^{1}F(c(t),{\dot {c}}(t))\mathrm {d} t,}
stationären Punkte bei einer Kurve {\displaystyle c}, wenn das Differential
{\displaystyle {\mathcal {D}}L_{c}(h):={\frac {\mathrm {d} }{\mathrm {d} s}}(F(c+sh))}
für alle Variationen {\displaystyle h}, verschwindet. Dies ist in diesem einfachen Fall genau dann der Fall, wenn {\displaystyle c} die Euler-Lagrange-Gleichung erfüllt, d. h.
{\displaystyle D_{1}F(c(t))-{\frac {\mathrm {d} }{\mathrm {d} t}}D_{2}F(c(t))=0.}
Bisweilen, insbesondere in anwendungsnahen Texten, schreibt man eine funktionale Abhängigkeit (im Gegensatz zu der gewöhnlichen funktionellen Abhängigkeit) mit eckigen oder geschweiften statt mit runden Klammern und nennt dabei eventuell ein Dummy-Argument der Argumentfunktion, also {\displaystyle I[f]} oder {\displaystyle I{f(x)}} statt {\displaystyle I(f)}.